# Athens Airways
Athens Airways war eine private griechische Regionalfluggesellschaft mit Sitz in Athen und Basis auf dem Flughafen Athen-Eleftherios Venizelos.

## Geschichte
Athens Airways wurde im Jahr 2008 gegründet und nahm am 31. Januar 2009 den Flugbetrieb mit rein innergriechischen Verbindungen auf. Das Unternehmen gab bekannt, dass es die hoch frequentierten Städte bedienen möchte und hoffte auf diese Weise den Konkurrenten Olympic Airlines und Aegean Airlines Kunden abstreitig zu machen. Das erste Flugzeug wurde am 16. Dezember 2008 geliefert. Am 16. Januar 2009 erhielt das Unternehmen die offizielle Fluglizenz und führte seinen ersten Flug am 31. Januar 2009 nach Alexandroupoli durch. Kurz darauf, am 18. Februar wurde das zweite Flugzeug geliefert. Es wurde bekannt gegeben, dass sich die Investitionen in die neue Fluggesellschaft auf bis zu 15 Millionen Euro innerhalb der nächsten drei Jahre belaufen würden.
Athens Airways plante Sponsor des Basketballteams Aigion Keravnos zu werden. Weiterhin sponserte sie das All-Star-Game der griechischen Basketballliga, als offizieller Transporteur der Spieler, Offiziellen, Journalisten und Organisatoren.
Im Frühjahr 2010 verlor Athens Airways einen staatlich subventionierten Auftrag zur Bedienung bestimmter Flugrouten infolge mehrerer Unregelmäßigkeiten bezüglich der Zuverlässigkeit der Dienste und der Herkunft der Flugzeuge. Im Herbst 2010 stellte sie schließlich den Betrieb vollständig ein.

## Ziele
Zuletzt bediente Athens Airways 15 innergriechische Ziele: Alexandroupoli, Athen, Chania, Chios, Iraklio, Kastoria, Kavala, Kefalonia, Kozani, Mykonos, Mytilene, Rhodos, Santorin, Thessaloniki und Zakynthos.

## Flotte
Zuletzt bestand die Flotte der Athens Airways aus drei Flugzeugen:
- 3 Embraer ERJ 145

Bestellungen
- 1 De Havilland DHC-8-100
- 1 Embraer ERJ 145